# Leuk-Leukerbad-Bahn
| Fahrplanfeld: | (früher: 27)                   |                   |               |
| Streckenlänge: | 10,4 km                        |                   |               |
| Spurweite: | 1000 mm (Meterspur)            |                   |               |
| Stromsystem: | 1500 V =                       |                   |               |
| Maximale Neigung: | Adhäsion 60 ‰ Zahnstange 160 ‰ |                   |               |
| Zahnstangensystem: | Abt                            |                   |               |
| |                                |                   |               |
| \| \| \| SBB von Brig \| \| \| \| 0,0 \| Leuk Depot \| 626 m ü. M. \| \| \| \| SBB nach Sion \| \| \| \| \| Rhone \| \| \| \| \| Beginn Zahnstange \| \| \| \| 1,2 \| Leuk Stadt \| 750 m ü. M. \| \| \| \| Ende Zahnstange \| \| \| \| 2,8 \| Albinen \| 929 m ü. M. \| \| \| 4,0 \| Rumeling Weiche \| 944 m ü. M. \| \| \| \| Dala \| \| \| \| \| Beginn Zahnstange \| \| \| \| 4,4 \| Rumeling \| 951 m ü. M. \| \| \| \| (230 m) \| \| \| \| 5,6 \| Inden \| 1137 m ü. M. \| \| \| \| Ende Zahnstange \| \| \| \| 7,3 \| Russengraben \| 1260 m ü. M. \| \| \| \| (175 m) \| \| \| \| \| Dala \| \| \| \| \| Beginn Zahnstange \| \| \| \| \| Ende Zahnstange \| \| \| \| 10,4 \| Leukerbad \| 1394 m ü. M. \| |                                |                   |               |
| Strecke |                                | SBB von Brig      | SBB von Brig  |
| Kopfbahnhof Streckenanfang (Strecke außer Betrieb) · Bahnhof | 0,0                            | Leuk Depot        | 626 m ü. M.   |
| Strecke (außer Betrieb) · Strecke nach links |                                | SBB nach Sion     | SBB nach Sion |
| Brücke über Wasserlauf (Strecke außer Betrieb) |                                | Rhone             | Rhone         |
| |                                | Beginn Zahnstange |               |
| Bahnhof (Strecke außer Betrieb) | 1,2                            | Leuk Stadt        | 750 m ü. M.   |
| |                                | Ende Zahnstange   |               |
| Haltepunkt / Haltestelle (Strecke außer Betrieb) | 2,8                            | Albinen           | 929 m ü. M.   |
| Dienststation / Betriebs- oder Güterbahnhof (Strecke außer Betrieb) | 4,0                            | Rumeling Weiche   | 944 m ü. M.   |
| Brücke über Wasserlauf (Strecke außer Betrieb) |                                | Dala              | Dala          |
| |                                | Beginn Zahnstange |               |
| Haltepunkt / Haltestelle (Strecke außer Betrieb) | 4,4                            | Rumeling          | 951 m ü. M.   |
| Tunnel (Strecke außer Betrieb) |                                | (230 m)           | (230 m)       |
| Bahnhof (Strecke außer Betrieb) | 5,6                            | Inden             | 1137 m ü. M.  |
| |                                | Ende Zahnstange   |               |
| Haltepunkt / Haltestelle (Strecke außer Betrieb) | 7,3                            | Russengraben      | 1260 m ü. M.  |
| Tunnel (Strecke außer Betrieb) |                                | (175 m)           | (175 m)       |
| Brücke über Wasserlauf (Strecke außer Betrieb) |                                | Dala              | Dala          |
| |                                | Beginn Zahnstange |               |
| |                                | Ende Zahnstange   |               |
| Kopfbahnhof Streckenende (Strecke außer Betrieb) | 10,4                           | Leukerbad         | 1394 m ü. M.  |

Die Leuk-Leukerbad-Bahn, abgekürzt LLB, französisch Chemin de fer Loèche-Loèche-les-Bains, betrieb zwischen 1915 und 1967 eine 10,4 Kilometer lange, elektrifizierte und schmalspurige Zahnradbahnstrecke im schweizerischen Kanton Wallis.

## Geschichte

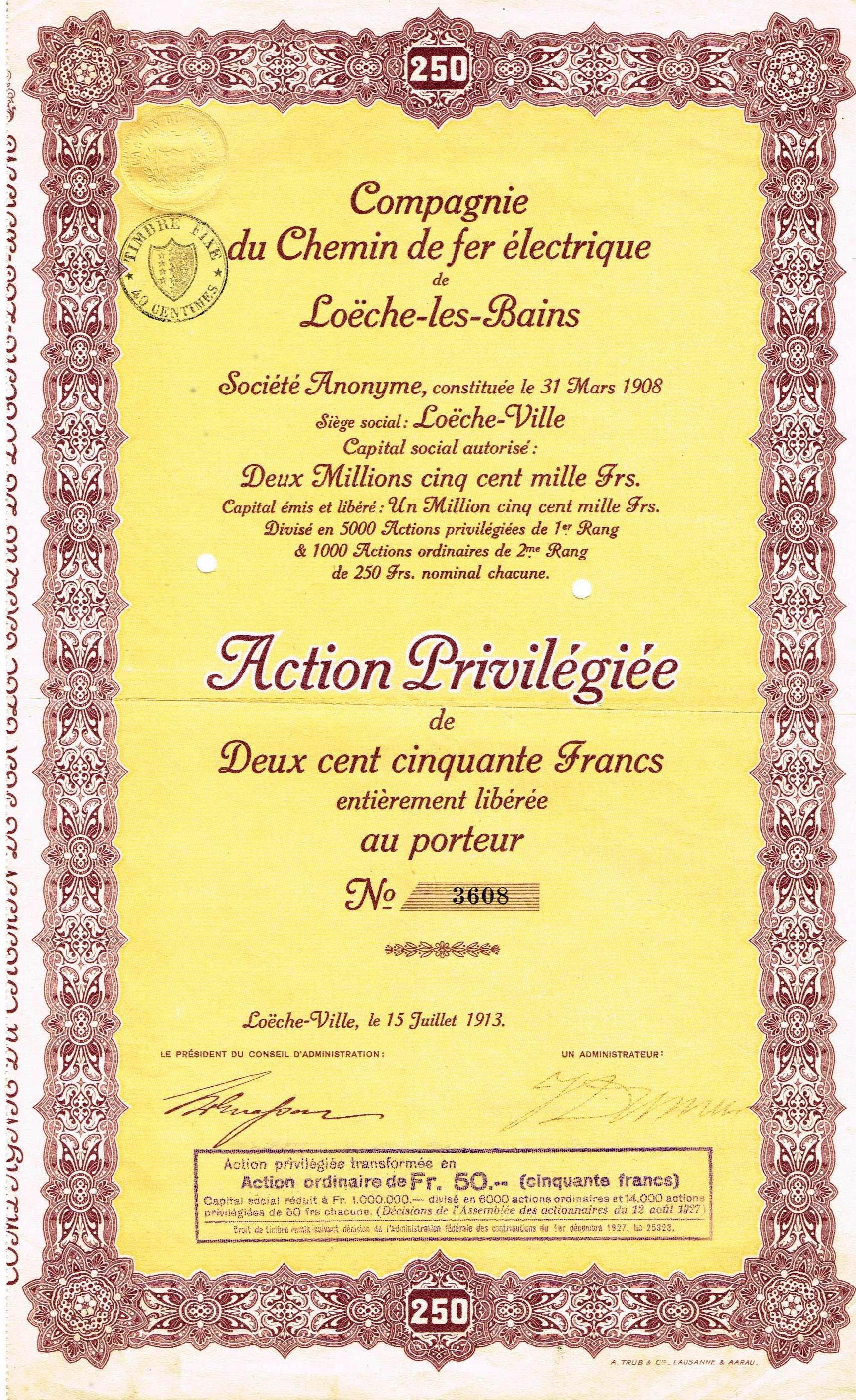
Vorzugsaktie über 250 Franken der Compagnie du Chemin de fer électrique de Loèche-les-Bains vom 15. Juli 1913

1908 wurde die Compagnie du Chemin de fer électrique de Loèche-les-Bains S.A. gegründet, deren Zweck Bau und Betrieb der Schmalspurbahn von Leuk nach Leukerbad war.
Der Bau der Leuk-Leukerbad-Bahn begann am 29. Februar 1912. Um Kosten zu sparen, verlegte man die Schienen auf einer Länge von 2,5 Kilometern im Planum der Strasse nach Leukerbad. Am 15. Juli 1915 wurde der Fahrbetrieb aufgenommen.
Das Trasse der Leuk-Leukerbad-Bahn zweigte von der Hauptstrecke Lausanne–Brig ab. Der Ausgangspunkt liegt im Rhonetal auf einer Höhe von 623 Meter über Meer und auf dem Gemeindegebiet des Leuker Ortsteils Susten. Um den zentral in Leuk (französisch Loèche) gelegenen Bahnhof vom etwas abseits gelegenen Staatsbahnhof zu unterscheiden, wurde der Fernbahnhof ursprünglich als Leuk SBB bezeichnet. Der in der Ortschaft Leuk gelegene Bahnhof hiess hingegen Leuk Stadt.
Vom Startpunkt aus führte die Strecke durch das Dalatal über das etwas höhergelegene Leuk hinauf zum Kurort Leukerbad (französisch Loèche-les-Bains) auf einer Höhe von 1394 Metern. Um den Höhenunterschied von 771 Metern und die Steigungen von bis zu 160 Promille zu überwinden, waren 5,1 Streckenkilometer mit einer Zahnstange des Systems Abt versehen.
Neben den drei grösseren Stationen Leuk SBB, Leuk Stadt und Leukerbad existierten weitere kleine Zwischenstationen. Dies waren der Bahnhof Inden und die Haltepunkte Albinen, Rumeling und Russengraben. Die Depotgebäude und die Werkstatt der Leuk-Leukerbad-Bahn befanden sich am Ausgangspunkt Leuk SBB. Am Endpunkt Leukerbad bestand zusätzlich eine kleine Remise.
In den ersten Betriebsjahren fuhren die Züge im Winter jedoch nur von Leuk Bahnhof bis Leuk Stadt. Die letzte Fahrt fand am 27. Mai 1967 statt. Danach wurde die Bahnlinie stillgelegt und zum grössten Teil zurückgebaut. Einer der Gründe für die Einstellung lag in der Trassierung, die zu Behinderungen des Strassenverkehrs geführt hatte. Ausserdem wäre die Auswechselung der in die Jahre gekommenen Fahrzeuge durch neues Rollmaterial zu kostspielig gewesen.
Heute setzt die LLB, die Abkürzung steht heute für Verkehrsbetriebe Leuk-Leukerbad und Umgebung, auf der Strecke nach Leukerbad Omnibusse ein. Das Empfangsgebäude von Inden blieb erhalten und wird heute als Dorfladen verwendet.

## Fahrzeuge

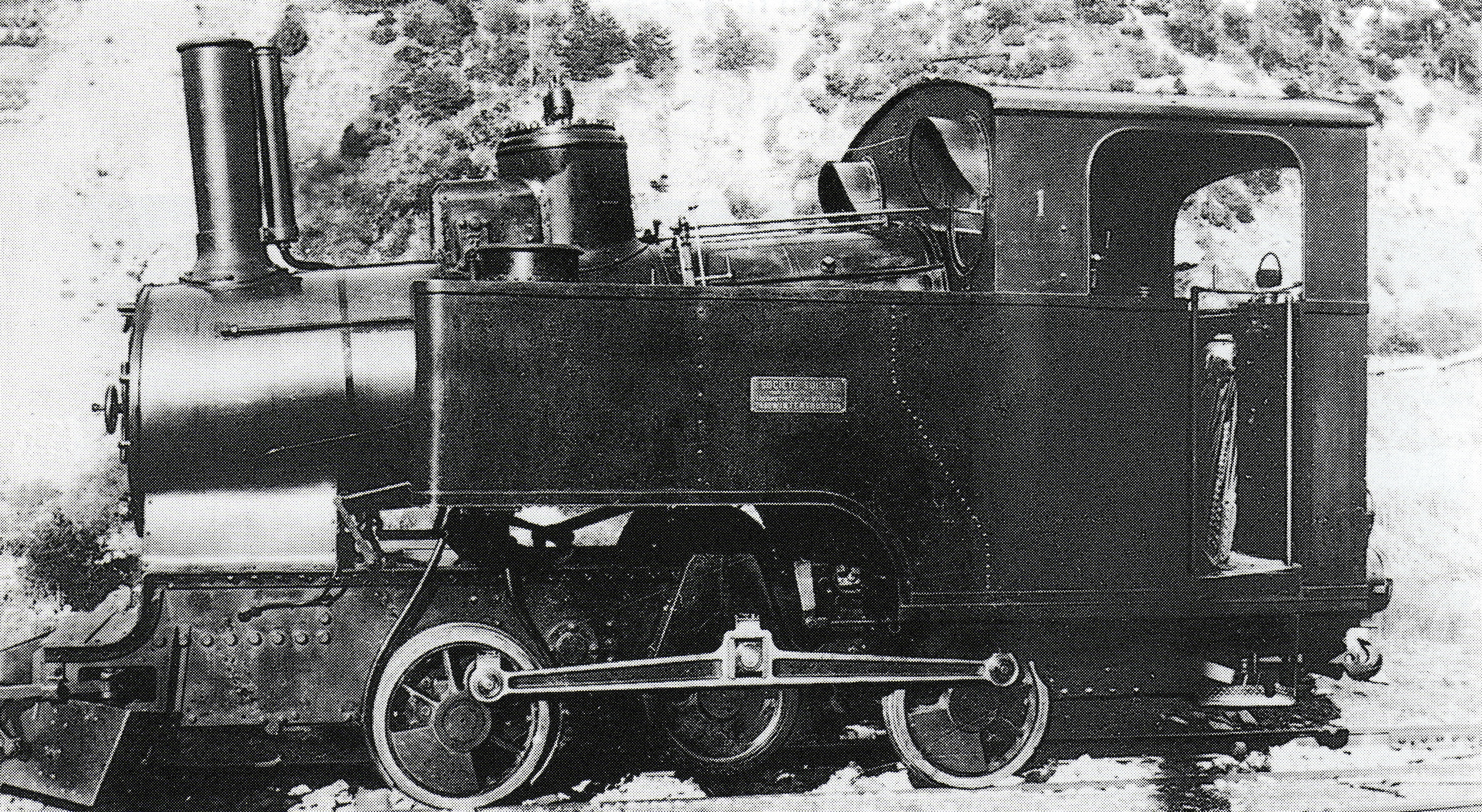
Dampflokomotive HG 2/2 Nr. 1.

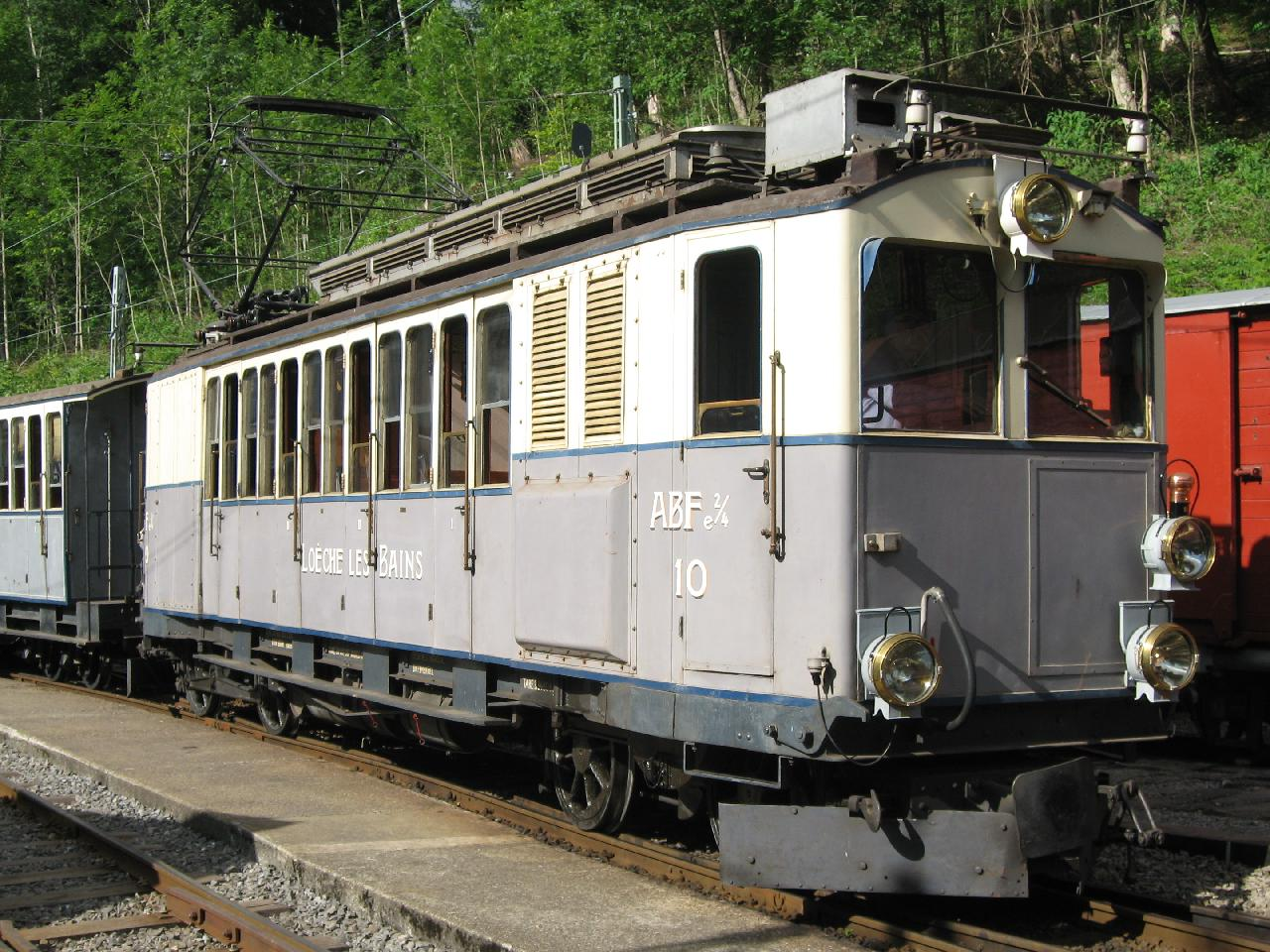
BCFe 2/4 Nummer 10 bei der Museumsbahn Blonay–Chamby.

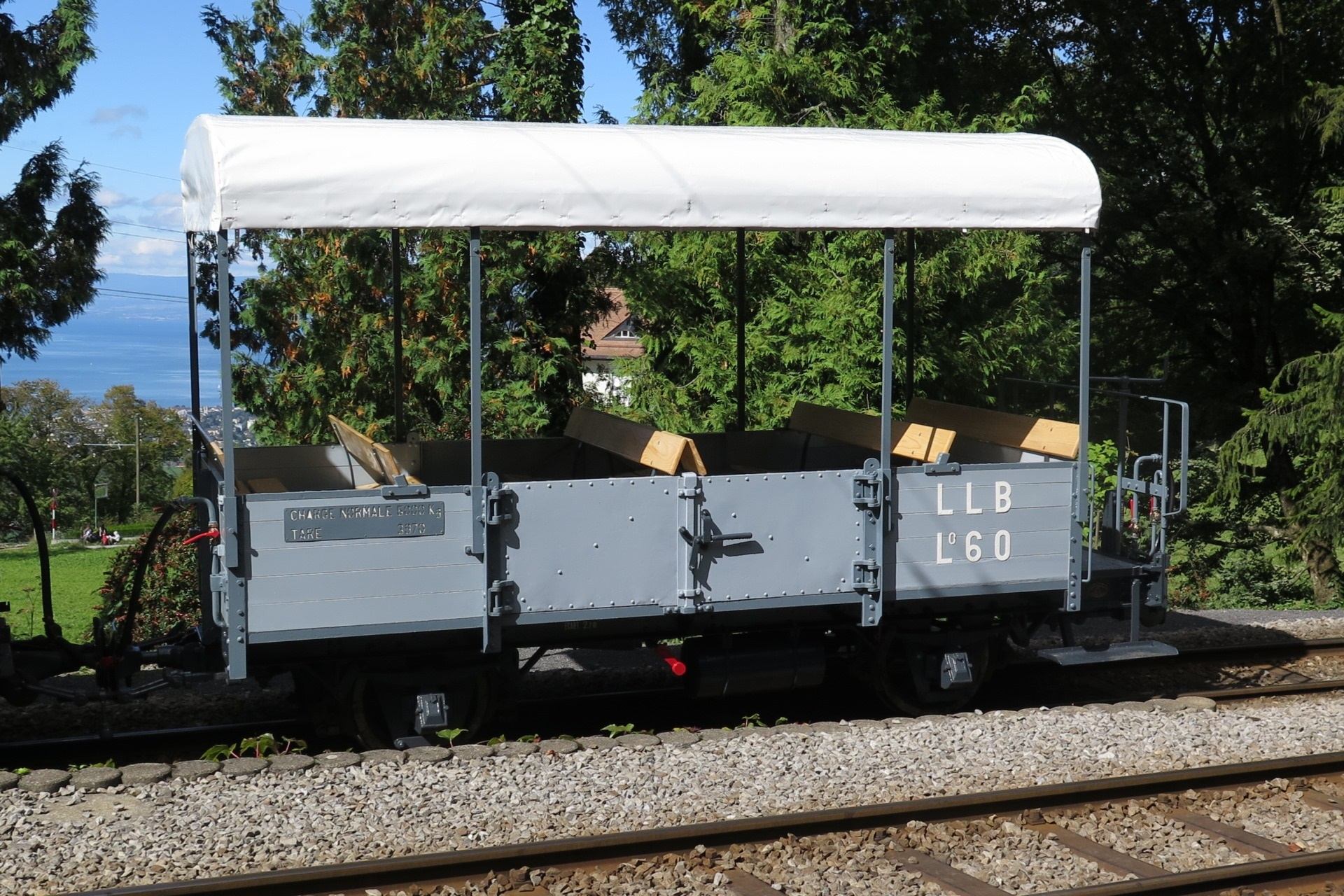
Erhaltener und 2015 umfassend restaurierter Güterwagen L 60, bei der Museumsbahn Blonay–Chamby zum Sommerwagen umgerüstet.

Die drei blau-grauen elektrischen Triebwagen der LLB vom Typ ABFe 4/4 mit den Nummern 10, 11 und 12 wurden mit 1500 Volt Gleichstrom versorgt. Dazu waren mehrere Personen- und Güterwagen vorhanden.
Triebfahrzeuge
- HG 2/2 1 (1914) Maschinenfabrik Esslingen nach Plänen der SLM, 1935 Umbau zu Schneepflug X 1
- BCFeh 4/4 4/4 10 bis 12 (1914) SWS/SIG/BBC, 10 1967 an die Museumsbahn Blonay–Chamby abgegeben, 11 und 12 1967 abgebrochen

Die drei Triebwagen wurden 1914 von den SWS, SIG und BBC gebaut. Je zwei 255 PS-Motoren konnten die ein Dienstgewicht von 33 Tonnen aufweisenden Fahrzeuge, mit einer Länge über Puffer von 12,6 Metern und einer Höchstgeschwindigkeit von 30 km/h bergauf bewegen. Sie boten acht Sitzplätze in der ehemaligen zweiten und 24 Sitze in der ehemaligen dritten Wagenklasse. In den Wintern 1944/1945 und 1945/1946 wurden die Triebwagen in den Werkstätten der SIG, SLM und BBC grundlegend erneuert. Dabei ersetzten kleinere und stärkere Motoren die beiden ursprünglichen jeweils 170 PS starken Antriebe.
Personenwagen
- BC4 4/4 20 bis 22 (1915) SWS, 20 an das Kinderheim Champlan bei Sitten abgegeben, dort als Bibliothek genutzt, 1995 abgebrochen; 21 1967 abgebrochen; 22 1967 an die Museumsbahn Blonay–Chamby abgegeben

Güter- und Dienstwagen
- K 40 und 41 (1915) SWS, 1967 an die Museumsbahn Blonay–Chamby abgegeben
- M 50 bis 52 (1915) SWS, 50 1967 abgebrochen, 51 und 52 1967 an die Museumsbahn Blonay–Chamby abgegeben
- L 60 und 61 (1915) SWS, 60 und 61 an die Museumsbahn Blonay–Chamby abgegeben
- X 1, 1935 HG 2/2 1 zum Schneepflug umgebaut, 1967 abgebrochen

Des Weiteren waren ein kleiner Schneepflug, der als Sputnik bezeichnet wurde, und ein Fahrleitungs-Montagewagen vorhanden. Beide wurden 1967 abgebrochen.